# ICarly (sæson 2)
Sæsonen fortsætter med historierne om Carly Shay, Sam Puckett og Freddie Benson, hvor de producerer deres egent web-show kaldet "iCarly."
Den anden sæson bestod oprindeligt af 45 episoder, men de første 25 af blev markedsført som en del af den anden sæson og de resterende 20 blev markedsført som den tredje sæson.

## Medvirkende
| Skuespiller      | Figur           |
| ---------------- | --------------- |
| Miranda Cosgrove | Carly Shay      |
| Jennette McCurdy | Sam Puckett     |
| Nathan Kress     | Feddie Benson   |
| Jerry Trainor    | Spencer Shay    |
| Reed Alexander   | Nevel Papperman |
| Noah Munck       | Gibby           |
| Jeremy Rowley    | Lewbert         |
| Maria Scheer     | Mrs. Benson     |

### Andre medvirkende
| Skuespiller           | Figur            |
| --------------------- | ---------------- |
| Ryan Ochoa            | Chuck            |
| Lorena York           | Sasha Striker    |
| James Maslow          | Shane            |
| Ally Maki             | Kyoko            |
| Harry Shum Jr.        | Yuki             |
| Danny Woodburn        | Skytsengel Mitch |
| Alex Schemmer         | Wade Collins     |
| Lucas Cruikshank      | Fred             |
| Aria Wallace          | Mandy            |
| Lucas Cruikshank      | Fred             |
| Graham Patrick Martin | Pete             |
| Jake Siegel           | Cal              |
| Drew Roy              | Griffin          |
| Haley Ramm            | Missy Robinson   |
| David St. James       | Mr. Howard       |
| Victoria Justice      | Shelby Marx      |

## Episoder
| Episode i sæson | Episode i serien | Orignalt episode navn  | Dansk episode navn               | Handling | Dato for amerikansk tv-premiere | Antal amrikanske seere (i millioner) |
| --------------- | ---------------- | ---------------------- | -------------------------------- | --- | ------------------------------- | ------------------------------------ |
| 1. afsnit       | 26. afsnit       | iSaw Him First         | iSå ham først                    | Carly og Sam får begge et crush på Freddies "nørde" ven, Shane ( James Maslow ). Da de ikke kunne finde ud, hvem der skulle date ham, beslutter de at den første der kysse ham skal date ham. Men han skal være den der skal at indlede det. De prøver hele tiden at komme ind i situationer, hvor han er tæt på at kysse dem, men altid forgæves. I mellemtiden hyrer Spencer hyrer en reparatør at reparer elevatoren der har sat sig fast, men reparatøren viser sig, at ikke at være nogen hjælp overhovedet. På grund af den ødelagte elevator, falder Shane uheld ned fra iCarly studiet til kælderen, da han finder ud af, at Sam og Carly konkurrerer om ham. Da de besøger ham på hospitalet Carly kysser Carly ham, mens han er bevidstløs, men da det er for sent. | 27. september 2008              | 4.5                                  |
| 2. afsnit       | 27. afsnit       | iStage an Intervention |                                  | Spencer finder en gammel Pacman spillemaskine fra 1980'erne på en losseplads og bliver afhængige af det, hvor han hele tiden udsætter arbejder på en bestilt labradoodle skulptur. For at dæmme op for hans afhængighed, bringer Carly Sasha Striker (Lorena York),den bedste Pacman-spiller i verden, for at konkurrere mod Spencer for at forsvare sin titel som verdensmester i Pacman. I mellemtiden, oplever Freddie et strejf af "uheld" efter han slettede og ikke videresendte en kæde-mail, der ser ud som en overtro. Men i virkeligheden er det Sam der driller Freddie. | 4. oktober 2008                 | 3.9                                  |
| 3. afsnit       | 28. afsnit       | iOwe You               | iEjer dig                        | Sam skylder Carly og Freddie $ 526, så hun får et job for at tjene pengene og betale dem tilbage. Carly, Sam, og Freddie lave en udsendelse til iCarly, hvor de opfordre alle deres fans til at donere penge til Sam. Men de finder ud af at det er ulovligt at hverve penge fra børn over internettet. I mellemtiden forsøger Spencer, at imponere en attraktiv enlig mor ved at hjælpe hendes datter sælge fudgeballs (svarende til Girl Scout cookies ), men to spejdere stjæle Spencers plads på markedet. Spencer kommer op med ideen om at sende fudgeballs til alle iCarly fans, som der har sendt dem penge. | 11. oktober 2008                | 4.4                                  |
| 4. afsnit       | 29. afsnit       | iHurt Lewbert          | iSårede Lewbert                  | Da Carly's dørmand Lewbert ( Jeremy Rowley ) bliver såret under en af deres "Messin 'med Lewbert" drengestreger, Carly og hendes venner skal nu passe Lewbert indtil han er rask. Det er ikke så nemt som det ser ud, indtil Freddies mor (Maria Scheer) overtager. Carly og Sam mener, at de to kan lide hinanden, indtil Freddie i al hemmelighed sniger sig ind i Lewberts lejlighed. Carly, Sam, og Freddie udarbejder en plan for at bryde deres romantiske forhold. En knægt ved navn Chuck (Ryan Ochoa) spiller tennis i lobbyen og Spencer overbeviser Chucks far om at han skal jorde ham. | 18. oktober 2008                | 4.0                                  |
| 5-7. afsnit     | 30-32. afsnit    | iGo to Japan           | iRejser til Japan                | Carly, Freddie og Sam rejser sammen med Spencer og Fru Benson, til Japan, da iCarly er nomineret til iWeb Awards. Efter et intens og farlig tur, bliver de alle saboteret af to konkurrerende web-show nominerede: Kyoko (Ally Maki) og Yuki (Harry Shum Jr.). Deres fætre ruller Spencer og Fru Benson ind i tang inde i et massagerum og låser døren. Spencer formår at komme ud af tang, som ved et uheld udstiller sin nøgenhed til Mrs Benson. I mellemtiden flygter Kyoko og Yuki pludelig. Carly, Sam og Freddie finder Spencer og Fru Benson i tide til iWeb Awards. | 8. november 2008                | 7.6                                  |
| 8. afsnit       | 33. afsnit       | iPie                   | iTærte                           | Da gruppens foretrukne Pie Shop lukker ned på grund af en død køkkenchef, forsøger de at finde opskriften på deres favorit pie. Den eneste person, som menes at have opskriften er kokkens barnebarn. Hun indvilliger i at give dem opskriften, hvis hun kan gå på en date med Spencer. Hun tager det lidt for vidt, og indrømmer, at hun aldrig ejet opskriften. Carly, Sam, og Freddie udtænker en plan for at finde opskriften. | 15. november 2008               | 4.1                                  |
| 9. afsnit       | 34. afsnit       | iChristmas             | iJul                             | Da Spencer laver en elektromagnetisk juletræ, brister træet i flammer, hvilket gør Carly rasende på ham, fordi branden ødelægger de gaver Carly fik af Spencer. Carly ønsker af sin skytsengel Mitch (Danny Woodburn), at Spencer blev født "normal". Dette ønske går i opfyldelse. Den næste dag i skolen er Sam fraværende, Freddie har aldrig været venner med Carly, og for at gøre tingene værre, er Nevel Papperman (Reed Alexander) Carlys kæreste. Carly spørger Mitch om Sams forsvinden, og Carly tager til Juvenile Detention Center, hvor Sam bliver anholdt. Carly finder ud af at Sam aldrig har været hendes ven. Carly vender hjem for at finde ud af at fru Benson og Spencer nu er forlovet, hvilket gør Carly vred på verden, fordi den er blevet som den er. Carly finder ud af, at, fordi Sam og Freddie aldrig var hendes venner, har iCarly aldrig eksisteret. Carly begynder at hulke og indser, hvor meget verden ville ændre sig, hvis Spencer blev født normalt. Mitch laver verden om igen, hvilket gør Spencer til en skør kunstner igen. Carly er nu tilfreds med den elektromagnetiske juletræ, og Carly, Sam, Freddie, og Spencer har en god jul sammen i sidste ende. | 13. december                    | 3.3                                  |
| 10. afsnit      | 35. afsnit       | iKiss                  | iKys                             | Da Sam opdager, at Freddie aldrig har kysset en pige, hun beslutter sig for at afsløre hans hemmelighed på iCarly ikke at vide, uden at vide at Freddie bliver ked af det. Den næste dag i skolen, forsøger Freddie at skjule sig selv, men Carly får ham til afsløre hans virkelige jeg. Om aftenen er Carly og Sam klar til at lave web-showet, fortæller Carly Sam, at Freddie ikke kommer. Carly får Sam til at indse, hvad hun gjorde, var forkert. Efter at have været ked af, hvad hun har gjort, afslører hun, at hun heller ikke har kysset nogen i nu. Sam går hen til Freddies balkon, og de begge beslutter at dele deres første kys med hinanden. Spencer ønsker at være en professionel fodboldspiller, så Carly sender Gibby for at træne med ham. Spencer beslutter, at han ikke ønsker at være en fodboldspiller alligevel. | 3. januar 2009                  | 6.0                                  |
| 11. afsnit      | 36. afsnit       | Give Away a Car        | iGiver en bil vækt               | Carly, Sam, og Freddie bliver hyret af en bilsælger-søn til at være vært for en konkurrence, hvor man kan vinde gratis ny bil som reklame for deres bilforhandler. Vinderen er Nevel Papperman. Da Freddie og Sam går for at hente bilen, finder de ud af, at ejeren ikke har en søn, og bilen ikke eksisterer. Carly, med triste nyheder, spørger Nevel om, hvordan han vandt konkurrencen. De tre finder ud af, at Nevel var den, der skabte konkurrence, hyrede et barn til at foregive, at han var meget ejerens søn, for at sætte dem op i en anden hævn plot. Dog skal iCarly stadig give ham en bil. I mellemtiden, Spencer køber en prop fra en film online, men finder ud af, at det kun er en kopi. Carly beslutter at udnytte et smuthul, som siger, at en "bil" er ethvert køretøj, der kan gå over 25 miles i timen i mindst tre sekunder. De giver proppen til Nevel som hans nye bil, for at iCarly ikke skal blive lukket af LCC for bedrageri. Nevel tester bilen, og styrter ned i en blomsterforretning, og iCarly lykkes at forhindre at de skal lukke. | 17. januar 2009                 | 5.1                                  |
| 12. afsnit      | 37. afsnit       | iRocked the Vote       | iRockede stemmmer                | iCarly overbeviser deres seere til at stemme for en performer på America sings , som forårsager at han vinder. De har ondt af modstanderen, Wade Collins (Alex Schemmer), der påstår, at han ville vinde for at hjælpe sin syge mor. De forsøger at hjælpe ham ved at skabe en musikvideo, men finder snart ud af, at han er en fupmager og at hans mor ikke er syg. Sam lærer Spencer at lyve, da han har en lejet film, som han aflevere 10 år for sent. David Archuleta er med i showet, hvor de viser Wades egoistisk adfærd. | 7. februar 2009                 | 5.2                                  |
| 13. afsnit      | 38. afsnit       | iMeet Fred             | iMødte Fred                      | Freddie krænker en international internet sensation Fred ( Lucas Cruikshank ), så Fred fortæller alle hans fans, at han ikke vil lave flere videoer. Carly, Sam, og Freddie begynder at miste venner og bekendte, der er fans af Fred, og alle på Ridgeway Junior High hader iCarly-gruppen. De mødes med Lucas, Fred's skaber og skildrer, i sit hjem i Shelby i Idaho hvor Freddie undskylder for havd han sagde om Freds videoer. Lucas undskylder senere, fordi han ikke var virkelig gal, men at det var et publicity stunt til det formål at øge Fred og iCarlys ratings. Under et iCarly-show præsenter de en ny Fred video med Carly, Sam, Freddie, og Spencer i hovedrollen hvor de har skingre stemmer. | 16. februar 2009                | 5.1                                  |
| 14. afsnit      | 39. afsnit       | iLook Alike            | iLigner                          | Carly, Sam, og Freddie er begejstret, da de er inviteret til en blandet kampsport kamp for at lave en iCarly-webcast filmet backstage, selvom Spencer og Fru Benson ikke godkender det. De sniger sig ud ved ved at ansætte nogle lookalikes ( Malese Jow , Annie DeFatta, og Gabriel Basso ). | 7. marts 2009                   | 6.3                                  |
| 15. afsnit      | 40. afsnit       | iWant My Website Back  | iVil have min hjemmeside tilbage | Spencer får et nyt kreditkort, efter at have fået annulleret sit gamle kort, som forårsager at Carly, Sam, og Freddie mister kontrollen over iCarly.com-domæne. Heldigvis har Mandy (Aria Wallace) købt deres hjemmeside tilbage for dem, men hun bliver lokket i en fælde, hvor hun giver den til Nevel. Spencer klæder sig ud som en gammel kvinde med henblik på at narre Nevel til at underskrive den URL overførslen dokument til bogsignering, men bliver jaget ud af sikkerhedsvagter, da Nevel genkender ham. Senere kræver Nevel et kys fra Carly til gengæld for overdragelses dokumentet. Carly konfronterer Nevel, og Nevel underskriver dokumentet. Carly formår at flygte med det underskrevne dokument uden at skulle kysse Nevel. | 21. marts 2009                  | 3.9                                  |
| 16. afsnit      | 41. afsnit       | iMake Sam Girlier      | iLave Sam mere piget             | Efter et nyt iCarly webcast, fejrer alles Sams fødselsdag. Under festen, holder alle til en tale om, hvad de mener om Sam. Da Sams crush, Pete (Graham Patrick Martin), holder sin tale, kalder han Sam en "dude." Deprimeret af det, går hun til Carly for hjælp til hvordan man kan være mere piget. Det virker indtil en af bøllerne i skolen, Jocelyn (Cynthia Dallas), chikanerer iCarly holdet. Sam forsøger at fastholde sin "pigethed" indtil Jocelyn chikaner Carly, uvidende om at Pete ser hende. Sam bliver først ked af det, men bliver så i bedre humør, da Pete fortæller hende, at han kan lide den måde, hun er på. I sidste ende går en lykkelig Sam på date med Pete. Spencer møder en pige ved en købmand og bliver overbevist om, at hun kun kan lide ham, når han er iført sin smoking . Til sidst overbeviser hun ham, at hun kan lide ham, for hvem han er. | 11. april 2009                  | 5.1                                  |
| 17. afsnit      | 42. afsnit       | iGo Nuclear            |                                  | Carly skal lave et projekt til den grønne uge, så hun laver en el-scooter. Desværre kører den kun fire miles i timen, og brister i flammer på den tid, hun når skole. Hun har weekenden til at lave et nyt projekt. | 22. april 2009                  | 4.5                                  |
| 18-19. afsnit   | 43-44. afsnit    | iDate a Bad Boy        | iDater en slem dreng             | Carly og Spencer bliver ked af det, da deres nye nabo, Griffin (Drew Roy), stjæler en motorcykel, som Carly havde købt til Spencer. Spencer går senere går ud for at få smoothies, vender han tilbage for at finde Carly og Griffin kyssende på sofaen. Spencer bliver rasende og paranoid, hvor efter han tvinger Griffin til at forlade lejligheden, og tillader ikke Carly at have nogen kontakt med ham. Den næste aften, beder Carly Spencer at tilbringe tid sammen med hende, hvor hun laver tricks med ham for at få lov til at tilbringe tid sammen med Griffin. For anden gang kommer Spencer hjem hvor han han finder Carly og Griffin kyssende. Han godkender deres dating. | 9. maj 2009                     | 6.5                                  |
| 20. afsnit      | 45. afsnit       | "iReunite with Missy"  | iGenser Missy                    | Carlys gamle ven, Missy Robinson (Haley Ramm), vender tilbage til Seattle, og forsøger at blive Carlys eneste bedste ven og erstatte Sam. Hun opfordrer Sam og Carly til en tur i helikopter. Hun tekster Sam den forkerte adresse, som sender hende til en piñata fabrikken hvor Missy så "tilfældigvis" ødelægger Sams mobiltelefon, og får Sam syge ved at give hende udløbne Fudge. Sam indser at Missy vil ødelægge deres venskab, men ingen tror på hende, da de tror, at Sam bliver "hendes sædvanlige paranoid selv." Missy bekender sig til Sam, at Carly ikke vil tro noget dårligt om Missy. Sam er tvunget til at bede Freddie om hjælp, da han vinder en seks måneders krydstogt. Han giver det til Missy, så hun vil komme væk fra Carly. Carly opdager Missys planer om at ødelægge hende og Sams venskab. | 16. maj 2009                    | 4.3                                  |
| 21. afsnit      | 46. afsnit       | iTake on Dingo         | iTager til Dingo                 | Efter en episode af iCarly, fortæller en pige på skolen Sam og Freddie, at et show på Dingo Channel kaldet "Totally Teri" bruger Random Dancing i en episode af deres show, hvor de kalder det "Random Jumping". Carly og Sam indser skraks, at der er mere end det, de selv snydt med "Messing med Lewbert", som "Totally Teri" kaldte "Messing med Rupert". Spencer og iCarly-holdet tager til Hollywood for at løse problemet. De besøger Dingo Studios, hvor Carly og Sam konfrontere "Totally Teri" forfatterne, der bekender, at de kopiere iCarly sketches til brug i deres show og de påstår at de har rettigheder til at gøre det, da de har penge og magt. Spencer og Freddie finder Charles Dingos hovedet og komme op med en plan. Den næste dag truer iCarly-gruppen med at frigive skildringer af Dingos hoved på iCarly.com medmindre forfatterne sværger at ikke at stjæle showets ideer igen. | 13. juni 2009                   | 3.3                                  |
| 22. afsnit      | 47. afsnit       | iMust Have Locker 239  | iMå have skab 239                | Sam og Freddie er tvunget til at dele skolens bedste skab efter at have vundet en konkurrence hvor man skulle gætte hvor mange kager der var i en krukke. Carly forsøger at få nogle kunsterfaringer fra Spencer. Spencer lærer hende om skulptur. Spencer bliver frustreret med hende, og Carly får erfaringer fra en kunstklasse. Spencer fortæller læreren (Cherise Bangs) hun ikke underviser "kunst" korrekt. Carlys kunstlærer og Spencer ender med at kysse. Freddie tilbyder Sam $ 200 for hendes halvdel af deres skab, og Sam godkender tilbuddet. Et øjeblik senere kommer Sams mor for at hente Sam, men ved et uheld ødelægger skab 239 med sin bil, da hun kører igennem muren, hvor skabet stod. Sam hopper ind i bilen med Freddies penge. | 27. juni 2009                   | 4.0                                  |
| 23. afsnit      | 48. afsnit       | iTwins                 | iTvillinger                      | Sam afslører at hun har en tvillingesøster ved navn Melanie. Freddie er ikke overbevist, og forsøge at modbevise det, så han inviterer Melanie til en dans med ham som hans date. Planen om at bevise at Melanie i virkeligheden er Sam tager en uventet drejning, da Melanie kysser Freddie, som derefter bliver ekstremt paranoid. Da Freddie nægter at tro det, indrømmer Sam overfor Freddie at der ikke er Melanie. En tilfreds Freddie går lige før Melanie ankommer for at gå til indkøbscenter med Sam og Carly. | 11. juli 2009                   | 5.2                                  |
| 24-25. afsnit   | 49-50. afsnit    | iFight Shelby Marx     | iSlås med Shelby Marx            | | 8. august 2009                  | 7.9                                  |